# Thio Gim Hock
Thio Gim Hock (11 marzo 1938 – 3 aprile 2020) è stato un pallanuotista singaporiano, che ha partecipato alle Olimpiadi estive di Melbourne 1956.
Ha giocato solo una partita della fase a gironi contro la Germania. 
Due volte medaglia d'argento ai Giochi Asiatici nel 1958 e nel 1966. 
Ha anche vinto l'oro ai Giochi del Sudest asiatico del 1967.